# Chthonius ligusticus
Chthonius ligusticus är en spindeldjursart som beskrevs av Beier 1930. Chthonius ligusticus ingår i släktet Chthonius och familjen käkklokrypare.

## Underarter
Arten delas in i följande underarter:
- C. l. brevis
- C. l. ligusticus